# Jarosław Wołejszo
Jarosław Antoni Wołejszo (ur. 19 marca 1962 w Bisztynku) – pułkownik Wojska Polskiego, profesor doktor habilitowany nauk wojskowych; dziekan wydziału dowodzenia i zarządzania Akademii Obrony Narodowej (2008–2016).

## Życiorys
Jarosław Wołejszo urodził się 19 marca 1962 w Bisztynku, gdzie ukończył szkołę podstawową. W 1981 ukończył Technikum Przetwórstwa Spożywczego w Ostródzie.

### Wykształcenie
Absolwent Wyższej Szkoły Oficerskiej Wojsk Pancernych w Poznaniu (1985). Absolwent studiów II stopnia  Akademii Obrony Narodowej (1996). Uzyskał stopień naukowy doktora nauk wojskowych w specjalności dowodzenie (1998), stopień naukowy doktora habilitowanego nauk wojskowych w specjalności dowodzenie (Wydział Wojsk Lądowych, Akademia Obrony Narodowej) (2004). Prezydent nadał mu tytuł profesora nauk wojskowych (2011). 

### Służba wojskowa
We wrześniu 1981 podjął studia wojskowe jako podchorąży Wyższej Szkole Oficerskiej Wojsk Pancernych w Poznaniu, które ukończył w 1985 uzyskując dyplom inżyniera – dowódcy. W sierpniu tego roku był promowany na pierwszy stopień oficerski – podporucznika. We wrześniu 1985 został skierowany na stanowisku dowódcy plutonu, następnie dowódcy kompanii szkolnej w Wyższej Szkole Oficerskiej Wojsk Pancernych w Poznaniu. W 1996 po ukończeniu studiów został skierowany do Akademii Obrony Narodowej, gdzie objął stanowisko naukowo-dydaktyczne asystenta, a następnie adiunkta. 
16 grudnia 1998 obronił pracę doktorską na Akademii Obrony Narodowej w Warszawie i uzyskał stopień  doktora nauk wojskowych w specjalności  taktyka/dowodzenie. Temat rozprawy doktorskiej: „Działania sił pierwszej kolejności użycia w przygranicznym pasie przesłaniania”. 27 października 2004 uzyskał stopień naukowy doktora habilitowanego nauk wojskowych w specjalności dowodzenie (Wydział Wojsk Lądowych, Akademia Obrony Narodowej). Temat rozprawy habilitacyjnej: „Modyfikacja struktur organizacyjnych dowództw szczebla taktycznego wojsk lądowych Sił Zbrojnych RP”.
25 stycznia 2011 w Warszawie prezydent RP Bronisław Komorowski wręczył mu akt nominacyjny nadając płk dr hab. Wołejszo tytuł profesora nauk wojskowych. W 2013 był zastępcą kierownika w zorganizowanym przez Akademię Obrony Narodowej ćwiczeniu pk. „Pierścień”. W latach 1998–2015 zajmował stanowiska naukowo-dydaktyczne: Kierownika Zakładu Systemów dowodzenia i metodyki szkolenia dowództw, Komendanta Instytutu Zarządzania i Dowodzenia, zastępcy Komendanta-prodziekana Wydziału Wojsk Lądowych, Komendanta-Dziekana Wydziału Wojsk Lądowych i Dziekana Wydziału Zarządzania i Dowodzenia. 31 stycznia 2016 w wieku 53 lat został zwolniony z zawodowej służby wojskowej.

## Awanse[3]
- podporucznik – 1985
- porucznik – 1988
- kapitan – 1992
- major – 1996
- podpułkownik – 1998
- pułkownik – 2004

## Ordery, odznaczenia i wyróżnienia
W ponad 34-letniej służbie wojskowej był między innymi odznaczony:

- Wojskowy Krzyż Zasługi – 2008[11]
- Srebrny Medal za Długoletnią Służbę – 2009
- Srebrny Krzyż Zasługi – 2013[12]
- Brązowy Krzyż Zasługi – 2001[13]
- Złoty Medal „Siły Zbrojne w Służbie Ojczyzny” – 2010
- Złoty Medal „Za zasługi dla obronności kraju” – 2006
- Srebrny Medal „Siły Zbrojne w Służbie Ojczyzny” – 2002
- Srebrny Medal „Za zasługi dla obronności kraju” – 1997
- Brązowy Medal „Siły Zbrojne w Służbie Ojczyzny” – 1990
- Brązowy Medal „Za zasługi dla obronności kraju” – 1991
- Medal Komisji Edukacji Narodowej – 2006
- Złotym Medalem za Zasługi dla Policji – 2012
- Honorowy Obywatel Gminy i Miasta Bisztynek – 2014[14]
- Odznaka pamiątkowa Wyższej Szkoły Oficerskiej Wojsk Pancernych – 1996
- Odznaka pamiątkowa Akademii Obrony Narodowej – 2005

i inne

## Praca po zakończeniu służby
W 2016, po zakończeniu zawodowej służby wojskowej podjął pracę w Akademii Kaliskiej im. Stanisława Wojciechowskiego w Kaliszu. W 2018 ubiegał się o stanowisko rektora Państwowej Wyższej Szkoły Zawodowej im. Prezydenta Stanisława Wojciechowskiego. Obecnie jest dyrektorem Instytutu Nauk o Bezpieczeństwie w Kaliszu.

## Dokonania, publikacje
Jarosław Wołejszo specjalizuje się w problematyce bezpieczeństwa i obronności, a zwłaszcza kierowanie i dowodzenie, metodologia badań w naukach o bezpieczeństwie, prakseologia w bezpieczeństwie oraz  zarządzaniu i dowodzeniu, procesy decyzyjne oraz kształcenie (doskonalenie) kadr w organizacji zhierarchizowanej, przeprowadzanie zmian w organizacjach zhierarchizowanych. Jest autorem licznych opracowań o charakterze teoretyczno-praktycznym. W swojej działalności naukowo-dydaktycznej wypromował wielu doktorów (w tym: gen. Mieczysław Gocuł; gen. Cezary Podlasiński, gen. Ryszard Szczepiński, gen. Sławomir Kowalski, gen. Mieczysław Bieniek (recenzent), gen. Leszek Surawski), magistrów i licencjatów. Kierownik projektów badawczych krajowych i międzynarodowych, związanych z obronnością i bezpieczeństwem oraz zarządzaniem i dowodzeniem.